# Asesinatos de Ardenwald

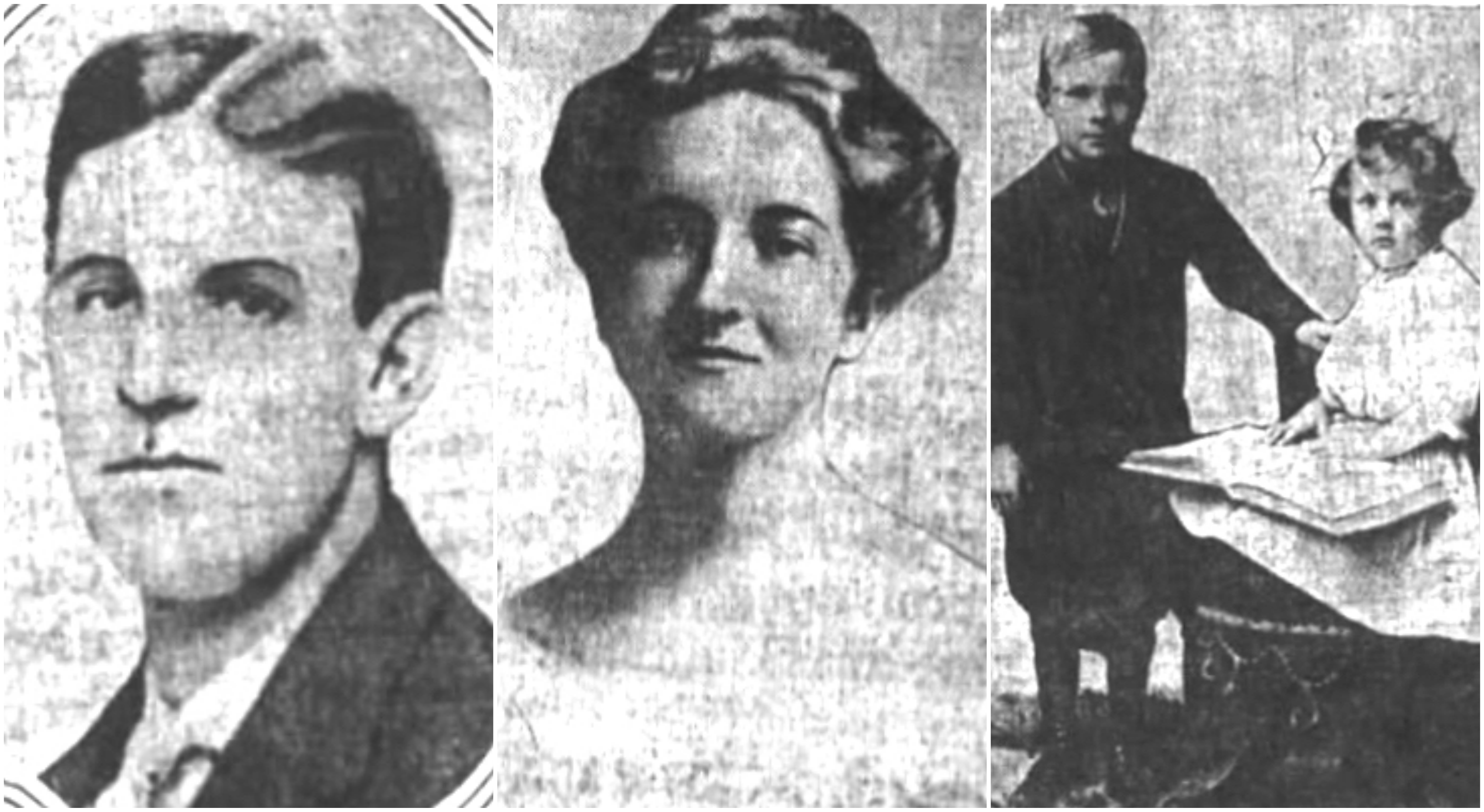
La familia Hill asesinada, de izquierda a derecha: William Hill, su esposa Ruth y los dos hijos de Ruth de un matrimonio anterior, Philip y Dorothy.

Los denominados asesinatos con hacha de Ardenwald es un crimen sin resolver ocurrido la madrugada del 9 de junio de 1911 en Ardenwald, Oregón, Estados Unidos, entonces una comunidad vecina de Portland. Las víctimas fueron la familia Hill: William Hill, su esposa Ruth y los dos hijos de Ruth de un matrimonio anterior, Philip y Dorothy. Las cuatro víctimas habían sido asesinadas a golpes de hacha.
Debido a que ambas víctimas femeninas fueron violadas, las autoridades creyeron que los asesinatos fueron motivados por el sexo y posiblemente obra de un maníaco sexual. Nathan Harvey, un terrateniente que vivía junto a la casa de los Hill, fue acusado de sus asesinatos el 20 de diciembre de 1911, pero estos cargos se retiraron una semana después y en febrero de 1912 se suspendió la investigación adicional sobre la posible participación de Harvey después de una investigación judicial.
Se han considerado varios otros sospechosos, incluido un vagabundo llamado Edward Ramsey. En 1917, un hombre llamado William Riggin confesó haber participado en los asesinatos, pero proporcionó varios relatos diferentes que eran inconsistentes entre sí.

## Trasfondo
En la primavera de 1911, William Hill (nacido el 19 de diciembre de 1878); su esposa Ruth (de soltera, Cowing; nacida el 26 de marzo de 1878); y los dos hijos de Ruth de su matrimonio anterior, Philip Rintoul (nacido el 14 de octubre de 1902) y Dorothy Rintoul (nacida el 2 de junio de 1905); se mudaron a un cottage (literalmente "cabaña", en Inglaterra y Estados Unidos se llama así a una casita en el campo) en la comunidad rural de Ardenwald, Oregón, ubicada inmediatamente al sur de Portland.  William había construido la casa él mismo y la familia se trasladó a ella a principios de mayo de ese año. 
En la mañana del 8 de junio, Ruth visitó las oficinas legales de su hermano y su padre en Portland, quienes luego declararon que parecía "perturbada por algo" que nunca reveló. 

## Asesinatos
Aproximadamente a las 8:00 am del 9 de junio,  la esposa de C. W. Matthews, un vecino de los Hill, llamó a la puerta principal de la casa después de que su esposo notó que William no había salido como cada mañana para coger el tranvía interurbano hasta su trabajo en Portland Natural Gas Company.  Al no recibir respuesta, la señora Matthews se asomó por la ventana delantera de la casa y vio el cuerpo ensangrentado de Dorothy, que acababa de cumplir seis años, tirado en el suelo del salón.  El sheriff del condado de Clackamas, Ernest Mass, llegó poco después de que los Matthew denunciaran el alarmante descubrimiento. 
Se estimó que los asesinatos ocurrieron alrededor de las 00:45 am  basándose en un reloj de mesa roto en la casa que se había detenido en ese momento, junto con el informe de un vecino de que sus perros habían comenzado a ladrar fuerte a esa hora.  Los cuerpos de Ruth y William fueron descubiertos enredados en la cama, el de Ruth debajo del de su marido.  Se determinó que, después de que William fuera asesinado con un hacha, Ruth recibió dos golpes fatales en la cabeza con el mismo implemento.  Después de que ambos adultos fueran ultimados, Philip, de ocho años, fue asesinado a golpes en su dormitorio, y Dorothy fue la última en morir. 

## Investigación
El hacha ensangrentada utilizada en los asesinatos quedó en la casa de los Hill, apoyada contra los pies de la cama de Dorothy.  Las autoridades determinaron que el hacha no pertenecía a la familia y había sido robada del porche delantero de Joseph Delk, que vivía aproximadamente a 3/4 de milla (1,2 km) al norte de la residencia de los Hill.  El perpetrador había cubierto la mayoría de las ventanas de la casa con telas y prendas de vestir, aparentemente para ocultar el crimen.  
Aunque faltaron algunas joyas de la residencia de los Hill, quedaron otros objetos de valor y dinero en efectivo, lo que llevó al sheriff Mass a excluir el robo como motivo del crimen.  Debido a la naturaleza violenta y sexual de los asesinatos, Mass creía que el motivo era el sexo y que el agresor podía haber sido un pedófilo.  Para ayudar en la investigación, Mass trajo un sabueso de Seattle para completar las búsquedas en la propiedad de los Hill y sus alrededores, pero estos esfuerzos no resultaron fructíferos. 
El forense que examinó los cuerpos declaró que las heridas de William le habían dejado la cabeza "completamente cortada en pedazos en el lado derecho; especialmente en el lado derecho sobre el ojo, deformando el rostro completo".  Ruth también sufrió una grave fractura craneal que iba desde arriba de su ojo derecho a lo largo de toda la cara, así como otra fractura horizontal que le rompió los dientes y la mandíbula inferior.  Dorothy había sufrido también varias fracturas en la parte delantera y trasera de la cabeza debido a la hoja del hacha,  mientras que las heridas en la cabeza de Philip parecían haber sido infligidas con el mango del hacha.  Según el examen del cuerpo de Ruth, se determinó que probablemente había sido violada después de su muerte,  mientras que Dorothy había sido violada antes de morir.  Se encontraron huellas dactilares ensangrentadas en el cuerpo de Dorothy,  así como en el brazo de Philip. 

## Sospechosos

### Edward Ramsey
La mañana del crimen, un vagabundo llamado Edward Ramsey fue arrestado en Oaks Bottom mientras intentaba flotar en una balsa improvisada.  Después de su arresto, las autoridades descubrieron que Ramsey había sido objeto de una serie de quejas, que abarcaban varios años, sobre un hombre desconocido que acechaba en las comunidades al este de Portland.  Ramsey, un vagabundo, vivía en el bosque y subsistía atrapando animales y robando comida.  Aunque inicialmente se lo consideró sospechoso de los asesinatos, finalmente quedó absuelto de toda sospecha. 

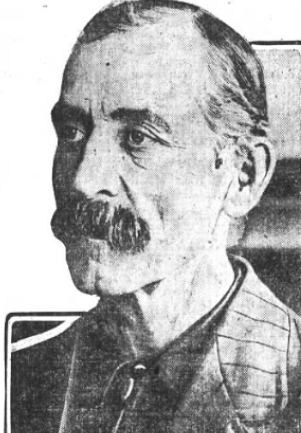
Nathan Harvey, c. 1911.

El 20 de diciembre de 1911, el propietario de un vivero de 55 años llamado Nathan Harvey, que vivía a 100 yardas (91,4 m) de la residencia de los Hill, fue acusado del asesinato.  Harvey, nativo de Iowa y terrateniente local, había mantenido una disputa de tierras con William Hill antes de los asesinatos.  La investigación descubrió que Harvey ya había estado vagamente relacionado con varios crímenes horrendos: en 1894, una joven de 18 años llamada Mamie Welch fue asesinada en un huerto de fresas en la propiedad de Harvey, y su cuerpo fue encontrado tirado junto a un camino adyacente al jardín.  Una serie de otros asesinatos y muertes misteriosas ocurrieron dentro de la familia Harvey: en 1896 uno de los hermanos de Harvey mató a tiros a su madre antes de suicidarse,  y en 1899 otro de los hermanos de Harvey fue encontrado ahogado en el estanque de un molino en Milwaukie. 
Al interrogar a los vecinos de Harvey en Ardenwald, Mass informó que varias mujeres le dijeron que Harvey les había hecho "propuestas inapropiadas", además de insultarlas.  Posteriormente, Mass declaró que tenía "pruebas absolutas" de que Harvey había tomado el último tren a Ardenwald en el ferrocarril interurbano desde Cazadero, y que llegó a Ardenwald a las 00:25 de la noche del 9 de junio.  Dos testigos declararon que vieron a Harvey salir del tren en la estación de Ardenwald en ese momento. 
A pesar de los cargos, Harvey contó con un gran número de partidarios que proclamaron su inocencia y protestaron por su arresto.  Los días 23 y 26 de diciembre se celebraron reuniones masivas en Milwaukie y Sellwood, durante las cuales se reunieron más de 500 firmas pidiendo que se retiraran los cargos.  Algunos lugareños, sin embargo, se pronunciaron en contra de las protestas, y un terrateniente anónimo dijo a The Oregonian: "Excepto por sus amigos, se teme a Harvey... Hay quienes poseen pruebas en el caso que podrían incriminar a Harvey. Si temen posibles represalias del hombre se alivian, creo que se les puede inducir a decir lo que saben". 
Si bien Mass estaba convencido de que Harvey estaba detrás de los asesinatos, los cargos en su contra finalmente se retiraron el 27 de diciembre de 1911, en espera de una mayor investigación,  y fue puesto en libertad durante una audiencia preliminar.  En febrero de 1912, un juez del condado de Clackamas cerró formalmente una investigación adicional sobre Harvey. 

### William Riggin

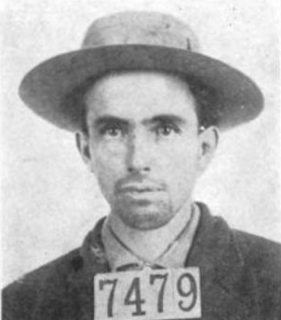
Riggin tras su arresto en la foto policial de 1917.

En mayo de 1917, William Riggin confesó haber disparado a William Booth en Willamina en octubre de 1915.  Durante su confesión del asesinato, Riggin también afirmó haber presenciado los asesinatos de los Hill junto con un hombre mexicano que se hacía llamar "Brown" y un hombre llamado William Flynn, este último uno de los alias de Edward Ramsey.  Riggin afirmó haber conocido a los hombres en Oregón City y que juntos planearon una ola de robos, saqueando casas locales.  Según Riggin, observó afuera de la casa de los Hill mientras Brown, armado con un hacha, y Flynn entraban para robar a la familia.  Riggin afirmó haber esperado afuera durante aproximadamente treinta minutos, durante los cuales escuchó a los niños gritar en el interior.  Después de los asesinatos, Riggin afirmó que Brown y Flynn salieron de la casa con aproximadamente 1.400 dólares en oro y plata.  Por su papel en el robo, Riggin afirmó que le habían pagado 100 dólares. 
Tras más interrogatorios, Riggin cambió su relato de los hechos y, en cambio, afirmó en una declaración formal (hecha el 21 de julio de 1917) haber participado en el robo y los asesinatos solo con Ramsey, no con los anónimos Brown y Flynn.  Los dos relatos divergentes de Riggins estaban plagados de inconsistencias con respecto a la morada de los Hill y otros detalles.  A pesar de esto, Riggin pudo señalar lugares específicos relacionados con el crimen, incluida la ubicación del cottage, que había sido demolido después de sus asesinatos. 

## Legado
Los historiadores han descrito los asesinatos con hacha de Ardenwald como uno de los crímenes más brutales en la historia de Oregón,  y con el paso de los años se convirtió en tema del folclore local. 